# Ernst August Charbonnier
Ernst August Charbonnier (Osnabrück, 8 luglio 1677 – Hannover, 24 maggio 1747) è stato un architetto del paesaggio tedesco di origini francesi.

## Biografia
Ernst August Charbonnier nacque ad Osnabrück, figlio di Martin, responsabile dei giardini del castello locale ed architetto paesaggista egli stesso. Suo padre era nato in Francia. Aveva un fratello maggiore, Georg Ludwig Charbonnier. Suo figlio fu Matthias Charbonnier.
Ernst August iniziò a muovere i propri passi sulle orme del padre nel 1713 quando venne chiamato a collaborare alla progettazione di un giardino alla francese per la residenza elettorale di Celle. Quando suo padre decise di ritirarsi dal proprio lavoro nel 1717, egli venne nominato ufficialmente suo successore e prese la direzione del Großer Garten di Hannover.
Nel 1720 Charbonnier venne impiegato dal ciambellano elettorale Ernst August von Platen per la progettazione del giardino della sua residenza, il castello di Monbrillant, posto proprio al limitare del Grosser Garten.
Nel 1726/27 Charbonnier fu l'ideatore della Herrenhäuser Allee, un lungo viale di 2 km di percorso costeggiato da ben 1300 alberi di tiglio per collegare il Leineschloss di Hannover alla residenza estiva del castello di Herrenhausen. Tale viale costituisce ancora oggi una delle principali aree verdi della città tedesca.
Ernst August Charbonnier morì ad Hannover nel 1747.